# Pont Thilamalé
Le pont Thilamalé, pont Malé-Thilafushi ou encore Greater Malé Connectivity Project (GMCP), est un pont des Maldives. Annoncé en 2019 après une visite du ministre des Affaires étrangères indien dans le pays, son ouverture est prévue en mai 2024. Il vise à relier les îles de Malé, qui abrite la capitale du pays, à Thilafushi via Villingili et Gulhifalhu au moyen d'une succession de ponts et de chaussées. Malé est déjà reliée à Hulhumalé, qui abrite notamment l'aéroport international, par un autre pont, le pont Sinamalé.

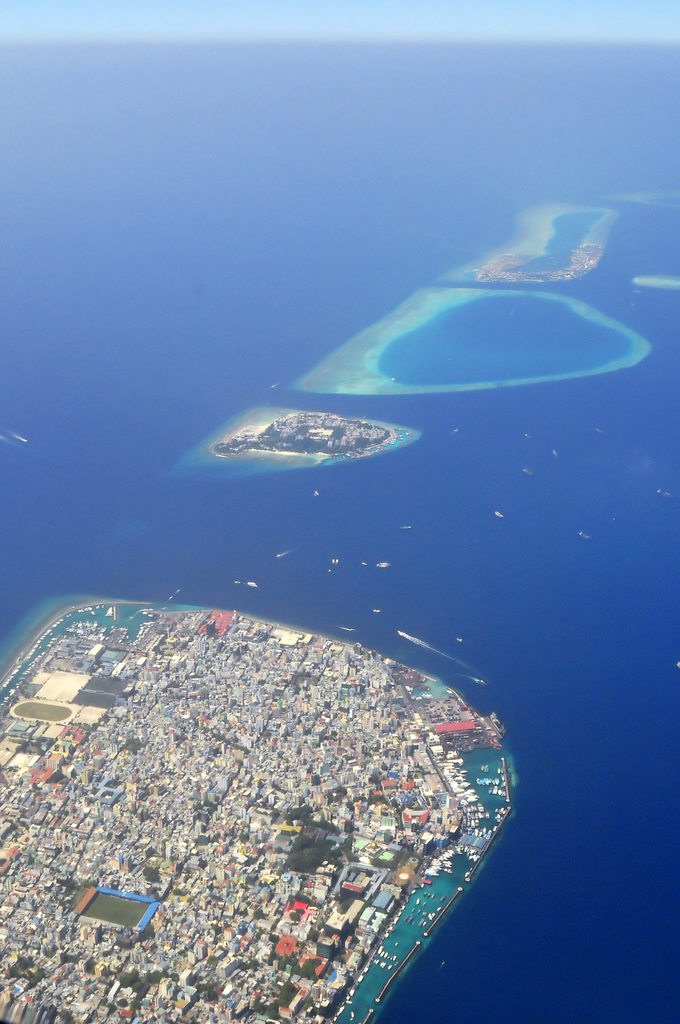
Vue aérienne de Malé, Villingili, Gulhifalhu et Thilafushi (de bas en haut) en 2009.